# Fringe
Fringe (en España Fringe: Al límite, también conocida por sus títulos alternativos Fringe: La gran conspiración y Ciencia al límite) es una serie de ciencia ficción estadounidense creada por J. J. Abrams, Alex Kurtzman y Roberto Orci. Se estrenó a través de Fox Broadcasting Company el 9 de septiembre de 2008 y terminó el 18 de enero de 2013 después de cien episodios recopilados en cinco temporadas. La serie sigue a Olivia Dunham (Anna Torv), Peter Bishop (Joshua Jackson) y Walter Bishop (John Noble), quienes son miembros de la División Fringe de la Oficina Federal de Investigación cuya base se encuentra en Boston, Estados Unidos, bajo órdenes del Departamento de Seguridad Nacional. El equipo utiliza métodos de la ciencia fringe para ayudar al FBI a investigar diversos casos inexplicables, a menudo horribles, que están relacionados con un misterioso universo paralelo. La serie ha sido considerada como una mezcla entre The X-Files, Altered States y The Twilight Zone.
Fringe combina el formato de casos de la semana con una historia relevante de trasfondo. Comenzó con los tradicionales «misterios de la semana» y poco a poco formó su propia mitología donde dejó atrás aquellos episodios en posteriores temporadas. La mayoría de los episodios contienen una trama independiente a la general pero también varios episodios han explorado la mitología general de la serie.
La recepción de la crítica durante la primera temporada fue tibia, pero con el avance de las temporadas se hizo más favorable debido a que se comenzó a explorar su mitología, como el universo paralelo y la línea de tiempo alternativa. La serie, así como el reparto, ha sido nominada para varios premios importantes. A pesar de su traslado a «la maldición del viernes por la noche» y los bajos niveles de audiencias, tiene seguidores de culto. La serie también ha dado paso a dos series de comic book de seis partes y un juego de realidad alternativa.

## Premisa
Fringe sigue los casos de la División Fringe, una Fuerza de Tarea Federal apoyada principalmente por la Oficina Federal de Investigación (FBI) que incluye a la agente Olivia Dunham, al Dr. Walter Bishop, el arquetipo de un científico loco y a Peter Bishop, el distanciado hijo de Walter y negociador por excelencia. Están respaldados por Phillip Broyles, director de la Fuerza, y la agente Astrid Farnsworth, quien sirve como asistente de laboratorio en las investigaciones de Walter. La División Fringe investiga casos relacionados con la ciencia fringe donde se encuentran casos como experimentos transhumanos destinados hacia un mal, para poner en perspectiva una singularidad tecnológica para una posible colisión de universos paralelos. El trabajo de la División Fringe se cruza con biotecnología avanzada desarrollada por una compañía llamada Massive Dynamic, fundada por el exsocio de Walter, el Dr. William Bell, y dirigido por su amiga en común, Nina Sharp. El equipo también es contemplado en silencio por un grupo de hombres calvos y pálidos llamados Observadores.
La primera temporada introduce a la División Fringe mientras investigan casos que están relacionados con «el patrón», muchos de los cuales están orquestados por una red internacional de científicos renegados que se basan en el ZFT (Zerstörung durch Fortschritte der Technologie, o en español, Destrucción por el Avance de la Tecnología), quienes son dirigidos por David Robert Jones y se preparan para un evento de juicio final. La amenaza del ZFT parece terminar cuando Peter mata a Jones en su intento de viajar a un universo paralelo. Olivia llega a saber que ella fue sujeto de prueba por parte de Walter, años atrás, cuando era niña, dónde él utilizó una droga nootrópica para así darle habilidades psiónicas débiles. Walter también tiene dificultades para adaptarse a la vida normal y está bajo el cuidado de su hijo después de vivir diecisiete años en una institución mental. Paralelamente, oculta el hecho de que Peter es de un universo paralelo ya que «su» Peter murió cuando era niño.
Durante la segunda temporada, los hechos se enfocan principalmente en las actividades del universo paralelo, especialmente en las singularidades que ocurren en los puntos débiles de la membrana que separa los dos mundos; en el otro lado, los científicos han desarrollado una sustancia similar al ámbar que aísla estas singulares, aunque ahí se encuentran personas inocentes que quedaron atrapadas por la solidificación del ámbar. El equipo Fringe se encarga de los casos que conducen a una «gran tormenta», es decir, cuando el universo paralelo entre en guerra con el principal. Además, se hallan híbridos humanos-máquinas con características metamórficas que vienen desde el universo alterno. Por otra parte, Walter se ve forzado a decirle a Peter que lo robó del universo paralelo, ya que pudo no pudo salvar a su propio hijo, Peter, que murió de una enfermedad genética. Para esto, en 1985, Walter cruzó en el congelado lago Reiden hacia el universo paralelo para administrarle la medicina a la versión alterna de Peter, pero, después de que el frasco con medicina se rompiera por accidente, se vio forzado a llevarse al niño al universo principal. Una vez en el universo de Walter, el hielo del lago se rompió, pero él y Peter fueron salvados por el Observador Septiembre, donde este recalcó la importancia del niño. El portal que Walter abrió en el lago es la causa de las singularidades que ocurren en el universo alternativo, siendo aquel lago el epicentro de los problemas.
La tercera temporada presenta episodios tanto en el universo principal como en el universo paralelo. «Walternativo», la versión alterna de Walter, es el Secretario de Defensa de los EE. UU. y ha puesto en marcha un plan, gracias a una máquina que puede destruir el universo principal, la cual reacciona ante la biología de Peter. Además, Walternativo es responsable de enviar a la versión alterna de Olivia al universo principal para que se infiltre en la División Fringe y monte el dispositivo ahí, mientras él estudia a la agente Dunham para saber el origen de sus habilidades psiónicas. Debido a continuos descuidos, la Olivia alterna queda embarazada de Peter, pero es sacada del universo principal antes de ser procesada ante la ley. Posteriormente, Walternativo es responsable de acelerar su embarazo con el fin de obtener una muestra de sangre del bebé y así poder activar la máquina. Con la ayuda de Olivia, Peter logra entrar en la versión principal de la máquina y experimenta una visión hacia el futuro, en donde el universo paralelo ha sido destruido, aunque este hecho amenaza la estabilidad del principal. Cuando vuelve al presente, Peter cambia su plan y utiliza la máquina para fusionar las dos habitaciones donde se encuentran las máquinas, para así crear un puente donde los habitantes de ambos universos puedan solucionar sus problemas, pero luego de esto desaparece y es olvidado por las dos versiones de Walter y Olivia.
La cuarta temporada comienza con una línea de tiempo alternativa, en la cual Septiembre no pudo salvar a la versión alternativa de Peter en 1985, según los Observadores. Esto crea un efecto mariposa que influye en el pasado de los personajes principales pero, además, se logra estabilizar a ambos universos gracias a la creación del puente. A pesar de todo, Peter emerge en esta nueva línea de tiempo debido a las acciones de la División Fringe, la cual incluye a Lincoln Lee. Inicialmente, Peter trabaja para regresar a su propia línea de tiempo, ya que tiene temor de que sus recuerdos alteren a una Olivia con dosis de Cortexiphan, pero después de encontrarse con un herido Septiembre, Peter se entera de que aquella línea de tiempo en realidad es su hogar y tanto Olivia como él aceptan el cambio, y retoman su relación. Septiembre también le revela a Peter que los Observadores tuvieron que borrar al hijo de Peter, Henry, ya que el futuro se habría alterado irrevocablemente, aunque señaló que el futuro bebé de Peter con Olivia será importante. Por otro lado, William Bell le ha dado instrucciones a David Robert Jones, que está vivo en la nueva línea de tiempo, de trabajar con la versión alterna de Nina Sharp para sincronizar ambos universos con el fin de hacerlos colapsar y preparar el camino para un tercer universo que esté bajo el control de Bell, usa los poderes de Cortexiphan en Olivia para hacer posible el colapso. La División Fringe se ve obligada a cerrar el puente dimensional, pero esto no detiene el plan de Bell. Walter ve que le queda solo una opción: matar a Olivia, ya que su muerte interrumpirá el proceso y salvará al mundo. Septiembre aparece ante Walter y le advierte que «ya vienen», donde alude al futuro distópico de 2036 que se muestra en el episodio «Letters of Transit», donde los Observadores llegaron de un futuro lejano donde la tierra ha sido arruinada por ellos mismos. Viajaron en el tiempo hasta el 2015 y realizaron «La Purga», la cual acabó con gran parte de la humanidad, y sometieron a los sobrevivientes bajo su control. Además, comenzaron a modificar el ambiente del planeta para hacerlo más cómodo para ellos.
La quinta y última temporada continúa la historia del año 2036 visto en el episodio «Letters of Transit». El equipo Fringe tuvo que ser encerrado en ámbar para evitar su captura poco después de «La Purga» y, gracias a Etta, versión adulta de la hija de Peter y Olivia que se había extraviado tras la invasión Observadora en 2015, logran ser liberados. Walter revela que Septiembre y él habían trabajado en un plan para derrotar a los Observadores, cuyas instrucciones fueron dejadas en cintas de vídeos en el laboratorio con ámbar. Las cintas conducen a varios componentes de un dispositivo, donde se incluye un niño Observador, llamado Michael, pero además se alude a un hombre llamado Donald, que había ayudado a Walter a elaborar el plan. Etta es asesinada mientras intentaba reunir algunos elementos, lo que lleva a Olivia y a Peter a querer completar el plan en su nombre. A través de Michael, el equipo descubre que Donald es Septiembre y que sus poderes de Observadores habían sido despojados de él por haber ayudado al equipo Fringe. Además, Michael es su hijo genético, el cual fue cultivado y resultó ser una anomalía en un futuro lejano. Septiembre explica que el plan consiste en enviar a Michael al año 2167, donde los experimentos genéticos humanos para sacrificar la emoción en desmedro de inteligencia se iniciaron, lo que llevó a la creación de los Observadores. Al enviar al chico al futuro se mostrará que la inteligencia y la emoción son posibles, que detienen los experimentos y hacen que los Observadores nunca existan. Septiembre está listo para llevar a Michael al año 2167 ya que el plan está en marcha, pero él recibe un disparo letal a último momento. Walter, que ya tenía consciencia de que debía sacrificarse, toma a Michael y lo lleva hacia el futuro para asegurar que el plan resulte. Como estaba previsto, el tiempo retrocede al momento de la invasión en 2015 y los Observadores nunca invadieron. Peter, Olivia y Etta viven sus vidas en paz, aunque Peter recibe una carta de su padre, el cual se convirtió en una paradoja: el dibujo de un tulipán blanco.

### Universo paralelo

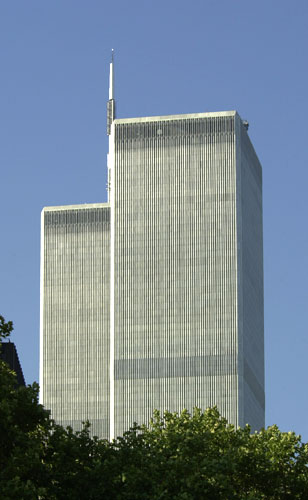
Una de las claras diferencias entre el universo principal y el universo alternativo es que en este último el World Trade Center no fue destruido en los atentados del 11 de septiembre de 2001, sino que la Casa Blanca fue destruida.

Gran parte del arco narrativo de Fringe involucra a un universo paralelo que básicamente es el reflejo del universo principal, pero con numerosas diferencias históricas. Un ejemplo significante usado son los efectos del atentados del 11 de septiembre de 2001: este evento también ocurrió en el universo paralelo, aunque el World Trade Center no fue atacado, sino que estos edificios siguen en pie y predominan en el «Manhatan» de este universo donde se encuentra la oficina del Dr. William Bell.  Otro ejemplo lo encontramos en el capítulo 16 de la segunda temporada, donde dos Observadores salen de un cine donde se proyecta una versión alternativa de la película «Back to the Future», protagonizada por Eric Stoltz en lugar de Michael J. Fox.  De hecho, Stoltz trabajó en dicha película como protagonista, pero fue sustituido a las cinco semanas de rodaje por Michael.
Los productores estaban muy interesados en la construcción de este mundo y en la trama que envolvería al universo paralelo. Esto les permitió crear un mundo muy parecido al principal pero con una gran diferencia de detalles que enriquecían al universo paralelo. Un mundo alterno también les permitía mostrar el hecho de «cómo pequeñas decisiones que uno escoge nos hacen ser diferentes personas y cómo estas decisiones pueden cambiar en gran nivel la vida» según el coshow runner, Jeff Pinkner. Sin embargo, los productores se dieron cuenta de que el concepto del universo paralelo podría resultar confuso para los espectadores, así que introdujeron este mundo paulatinamente a lo largo de las dos primeras temporadas antes de hacer la gran revelación hacia el final del segundo ciclo. J. H. Wyman afirmó que aprobaba las ideas del universo alternativo cuando su padre le decía que tenían sentido y que rehacía el guion si su padre encontraba que la idea era confusa. La construcción del mundo también les dio una oportunidad arriesgada para crear historias que se centraran exclusivamente en los personajes del universo paralelo, quienes tenían casi nula conexión con los personajes principales, lo que, según Wyman, sería capaz de «hacer dos series en una», concepto que los ejecutivos de Fox aceptaron de buena manera.

### Código glifo
Antes de las tandas comerciales, una breve imagen de un glifo aparece. Abrams afirmó en una entrevista que los glifos tenían un significado oculto. «Es algo que hacemos para las personas que cuidan entender y seguir la serie, pero no es algo que el espectador deba considerar para cuando vea» algún episodio. Abrams también reveló el símbolo que aparece en la espalda de las ranas no tiene relación con la letra griega Fi (Φ), sino que tiene su propio contexto en la serie, además, dijo que «es parte de un código» de esta. El código glifo fue descubierto por un editor de tecnología del sitio web Ars Technica, quien reveló que era un cifrado por sustitución simple usado para simbolizar una palabra en cada corte. Además, los glifos representan algunos de los medios que Walter utiliza para resolver los casos (como por ejemplo la polilla/mariposa en «Johari Window» y la cepa Seahorse de ADN en «The Bishop Revival»). En el episodio «Jacksonville» de la segunda temporada, cuando Walter habla con Olivia sobre su tratamiento con la droga nootrópica Cortexiphan, en la pared de la guardería donde se solían hacer las pruebas se pueden observar claramente cada uno de los glifos. La resolución de los glifos de cada episodio están disponibles en Fringepedia.

### Secuencia de apertura
La secuencia de apertura estándar de la serie intercala imágenes de los símbolos glifos junto con palabras que representan a la ciencia marginal o ciencia fringe, como teleportación y materia oscura. En la tercera temporada, debido a episodios que tuvieron lugar tanto en el universo principal como en el paralelo, una nueva secuencia de apertura se usó para este último, el cual tenía un formato similar, aunque en vez de ser azul era roja, donde también se utilizaron conceptos alternativos de la ciencia fringe como hipnosis y neurociencias. La diferencia de color ha hecho que algunos fanáticos afirmen que el universo principal es el azul y que su versión alterna es el rojo. El episodio de la tercera temporada, «Entrada», la apertura fue una mezcla de la versión azul y de la versión roja, ya que el episodio tiene lugar en ambos universos por igual. En los episodios «Peter», de la segunda temporada, y «Subject 13», de la tercera temporada, los cuales contienen analepsis, hubo una variación de la apertura donde se usaron gráficos retros al estilo de la década de 1980 y frases como «computadora personal» e «ingeniería genética». Para el futuro distópico del episodio «The Day We Died» de la tercera temporada, una apertura en tonos negros fue mostrada, con frases más nefastas como «esperanza» y «agua». El estreno de la cuarta temporada, «Neither Here Nor There», introdujo una secuencia de apertura que se utilizó en casi todos los episodios de la temporada, con tonos color ámbar. El episodio «Letters of Transit» de la cuarta temporada y los episodios de la quinta temporada, también utilizaron la técnica del futuro distópico, donde se mostró una secuencia de apertura con tonos fríos que incluye frases como «alegría», «pensamiento privado» y «libre albedrío», ya que estos son elementos que se han perdido en aquel futuro. En las secuencias de apertura, a excepción de la de la quinta temporada, se logra observar la frase «Observers are here» (‘Los Observadores están aquí’), el cual parpadea rápidamente, por lo que es necesario detener la reproducción para lograr ver la frase.

## Personajes

### Personajes principales
- Anna Torv como Olivia Dunham (temporadas 1–5): una agente de la Oficina Federal de Investigación (FBI) designada a investigar una serie de fenómenos inexplicables. Más tarde, descubre que ella fue un sujeto de prueba del Dr. Walter Bishop cuando era niña, donde fue tratada con el medicamento nootrópico Cortexiphan, el cual le dio habilidades inusuales. Torv también interpreta a la versión del universo paralelo de Olivia, apodada "Fauxlivia"
- Joshua Jackson como Peter Bishop (temporadas 1–5): un estafador que es llevado por Olivia de regreso a Estados Unidos con el fin de ser consultor civil que ayuda a su padre, Walter. Peter en realidad es hijo de «Walternativo», del universo paralelo, y fue secuestrado por Walter poco después de que su propio hijo, Peter, muriera cuando pequeño.
- John Noble como el Doctor Walter Bishop (temporadas 1–5): un exinvestigador del gobierno experto en el campo de la ciencia fringe que fue calificado como científico loco, donde fue encerrado después de un accidente en su laboratorio que culminó en la muerte de su ayudante. Noble también interpreta a la versión del universo paralelo de Walter llamado «Walternativo» por los personajes del universo principal. Walternativo llegó al poder como el Secretario de Defensa de los EE. UU. y le declaró la guerra al universo principal después de que su hijo Peter fuera secuestrado.
- Lance Reddick como Phillip Broyles (temporadas 1–4; secundario durante la temporada 5): un agente de Seguridad Nacional y principal agente a cargo que dirige la División Fringe. Reddick también interpreta al coronel Broyles del universo paralelo, quien siente simpatía por Olivia y se sacrifica durante la tercera temporada para que ella pudiera escapar del universo alternativo. En la cuarta temporada, en la línea temporal alternativa, el coronel Broyles sigue con vida. En la quinta temporada, trabaja en Fringe a la vez que colabora secretamente con la Resistencia contra los Observadores.
- Jasika Nicole como Astrid Farnsworth (temporadas 1–5): una joven agente del FBI y asistente de Olivia y Walter. Nicole también interpreta al personaje del universo paralelo de Astrid, que tiene síntomas similares al síndrome de Asperger, como homenaje a la hermana de Nicole, quien padece de dicho trastorno.[31]
- Blair Brown como Nina Sharp (temporadas 1–4; secundario durante la temporada 5): directora de operaciones de Massive Dynamic, la cual es una empresa líder en investigación sobre ciencia y tecnología, además de ser la vieja amiga de Walter y William Bell. Durante la cuarta temporada, Brown interpretó también a la versión alterna de su personaje en el universo paralelo, que ayuda en los planes de David Robert Jones. Le falta una mano, la cual perdió cuando intentaba evitar que Walter se traslade al universo paralelo, al tratar de agarrarlo cuando el portal se cerró.
- Kirk Acevedo como Charlie Francis (temporada 1, temporada 2 durante los episodios 1–4, 11; secundario durante las temporadas 2–3): un agente del FBI que es colega y amigo cercano de Olivia, además de ser el segundo al mando de la División Fringe antes de su muerte. Aunque Charlie muere a principios de la segunda temporada, Acevedo vuelve a la serie para interpretar a la versión del universo paralelo de Charlie.
- Mark Valley como John Scott (temporada 1 durante los episodios 1–13): excompañero del FBI y amor secreto de Olivia, cuya muerte en el episodio «Pilot» lleva a Olivia a unirse a la División Fringe.
- Seth Gabel como Lincoln Lee (secundario durante las temporadas 2–3, 5; principal durante la temporada 4): un agente de la División Fringe del universo paralelo. La versión principal de Lincoln, también interpretado por Gabel, fue introducido en el episodio «Stowaway» de la tercera temporada como un agente especial del FBI en Hartford, Estados Unidos, pero luego se une a la división Fringe durante la cuarta temporada.[32][33]

### Personajes secundarios
- Michael Cerveris como Septiembre/El Observador/Donald (temporadas 1–5): uno de muchos Observadores, viaja en el tiempo y es responsable de eventos extraordinarios. Los Observadores aparecen de muchas maneras, pero por lo general hacen un cameo de unos segundos en cada episodio.
- Ari Graynor como Rachel Dunham (temporadas 1–2): hermana de Olivia.
- Lily Pilblad como Ella Blake (temporadas 1–3): sobrina de Olivia e hija de Rachel. Emily Meade interpretó una versión futura del personaje.
- Leonard Nimoy como William Bell (temporadas 1–4): excompañero de laboratorio de Walter y fundador de Massive Dynamic, quien muere, aparentemente, en la final de la segunda temporada. Nimoy, quien se había retirado de la actuación después del segundo ciclo, aceptó proporcionar la voz de Bell, donde el personaje hizo aparición a través de la animación durante la tercera temporada. Volvió a aparecer durante la cuarta temporada, cuando la línea de tiempo se vio alterada.
- Michael Gaston como Sanford Harris (temporada 1): un antiguo enemigo de Olivia asignado a evaluar la División Fringe.
- Jared Harris como David Robert Jones (temporada 1 y 4): líder de la secta ZFT, que muere en la final de la primera temporada. En la línea de tiempo alternativa donde Peter resurge, Jones se encuentra vivo y tiene metamorfos que trabajan para él.
- Chance Kelly como Mitchell Loeb (temporada 1): un agente del FBI y agente encubierto que trabaja para el ZFT.
- Ryan McDonald como Brandon Fayette (temporadas 2–4): científico de Massive Dynamic. En el universo paralelo, Brandon trabaja directamente para el Secretario de Defensa Bishop, quien supervisa muchos de sus proyectos poco éticos.
- Kevin Corrigan como Sam Weiss (temporadas 2–3): psicólogo aficionado que ayuda a Olivia. También tiene un negocio de bolos en el área de Boston y su familia tiene conocimientos sobre las «Primeras Personas», una raza de series inteligentes que al parecer han creado el dispositivo que puede destruir universos.
- Sebastian Roché como Thomas Jerome Newton (temporadas 2–3): líder de los metamorfos, híbrido entre máquina y humano, y agente encubierto del universo paralelo. El personaje se suicida durante la tercera temporada.
- Orla Brady como Elizabeth Bishop (temporadas 2–4): esposa de Walter y madre de Peter. Brady interpreta tanto a la versión principal como a la versión alterna del personaje.
- Philip Winchester como Frank Stanton (temporadas 2–3): un virólogo del CDC quien tiene una relación amorosa con la versión alterna de Olivia durante la segunda temporada. La relación llega a su fin cuando se entera de que aquella versión de Olivia está embarazada de Peter.
- Michelle Krusiec como Nadine Park (temporada 4): un soldado metamorfo de la línea de tiempo alternativa con características diferentes a los metamorfos de la línea temporal original.
- Georgina Haig como Henrietta «Etta» Bishop (temporadas 4–5): versión adulta del año 2036 de la hija de Peter y Olivia. A pesar de pertenecer a la División Fringe de la época, la cual es leal a los Observadores, ella secretamente trabaja con la Resistencia para poder recuperar la Tierra de manos de los Observadores.
- Michael Kopsa como capitán Windmark (temporadas 4–5): líder de los Observadores y principal antagonista de la Resistencia.

## Desarrollo de la serie

### Concepción
Cocreada por J. J. Abrams, Roberto Orci y Alex Kurtzman, Fringe fue producida por Bad Robot Productions en asociación con Warner Bros. Television, como parte de un compromiso que Abrams había hecho anteriormente con el estudio. En ese momento, Abrams trabajaba con Orci y Kurtzman en la película Star Trek cuando se reunieron en una Convención de Cómics de San Diego, mientras se producía la película, para hacer varias ideas sobre la serie. Abrams más tarde trajo a Bryan Burk, productor de varias de sus películas, para que ayudara a desarrollar la idea.
Las inspiraciones de Abrams para Fringe tienen una variedad de fuentes, que incluyen los escritos de Michael Crichton, la película Altered States, las películas de David Cronenberg y las series de televisión The X-Files y The Twilight Zone. Orci dijo que Fringe es una «nueva forma de contar historias», ya que combina series procedimentales como Law & Order y series «extremadamente serializas y cultas» como Lost. El aspecto procedimental fue elegido ya que, al momento de su estreno, seis de las diez mejores series eran procedimentales; Orci afirmó que «hay que ser tonto para no evaluar por qué son las mejores». Abrams originalmente iba nombrar a la serie The Lab («El laboratorio»), ya que habían imaginado el laboratorio de Walter como el epicentro de los eventos y donde «todo es posible».
Debido a que el equipo de producción presentó episodios tipo «misterio de la semana», se preocuparon de contar las historias que ya habían sido presentadas al público de manera formateada e impredecible, ya que el equipo aceptaba la idea de que la audiencia había visto aquellas historias en series o películas anteriores. Además, ellos querían que la narración fuera original e inesperada, pero esto, como afirma Kurtzman, fue la característica más complicada al momento de desarrollar los episodios procedimentales. El desarrollo de la mitología de la serie fue importante para la evolución de la historia general ya que esto le dio una trama más compleja, pero Abrams reconoció que sus anteriores series con mitología como Lost y Alias tuvieron problemas para atraer y mantener a los espectadores, ya que había algunos que no habían visto la serie desde el principio, o se sentían perdidos porque veían episodios esporádicamente. En el caso de Fringe, Abrams intentó crear, como dijo David Itzkoff del The New York Times, «una serie que sugiere complejidad pero que es comprensible en cualquier episodio». Los escritores se encargaron de equilibrar los episodios independientes, los cuales fueron hechos a petición de Fox, con los episodios más fuertemente mitológicos, ya que este último aspecto le daba un crecimiento y desarrollo a los personajes. Esto les permitió crear episodios independientes que contenían elementos relacionados con la mitología general. Sin embargo, a medida que la serie avanzaba, el equipo creativo se sintió más cómodo la mitología y optó por enfocar este tipo de episodio en posteriores temporadas en desmedro de los episodios independientes.
Para la historia de la serie, primero se introdujeron casos que posteriormente servirían para la mitología, como, por ejemplo, «el Patrón» de la primera temporada, que proporcionó información en repetidas ocasiones sobre la trama general. Abrams también creó personajes con claras características desde el principio, ya que quería evitar problemas similares que tuvo durante la primera y segunda temporada de Alias. Antes de comenzar la producción, se hizo un guion que abarcaba todos los elementos principales de la trama, y también incluyeron el final. Abrams contrasta este hecho con el proceso utilizado en Lost, donde las ideas, como los recuerdos de los personajes o la escotilla de la segunda temporada, fueron introducidas casualmente, lo que hicieron difícil el proceso de cuándo presentar estos elementos a los espectadores. En cambio, en Fringe, fueron capaces de crear arcos argumentales claramente definidos, según Itzkoff, que podían ser alterados según las necesidades de la Fox o de la temporada, pero siempre con un objetivo claro para la trama general. Pero el equipo también trabajó en elementos del argumento que alteraban el destino de la serie si se emitían. Abrams afirmó que «hay ciertos detalles que son de enorme importancia, pero creo que si son dados a conocer destruirán cualquier posibilidad de salir al aire». También añadió que si son capaces de beneficiarse con el «grado de apertura que Fox tiene como canal, este se puede adaptar a las rarezas de la serie y así poder mostrar las historias a largo plazo que queremos contar». Durante la tercera temporada, el productor ejecutivo Jeff Pinkner señaló que la serie «tiene material para seis a ocho temporadas. Nosotros vemos eso como tener algunos episodios que enriquecen la trama general pero que no son necesarios para contar la historia general. Espero que, si Dios quiere, el canal nos permita contar con tiempo nuestra historia completa».
Como parte de la historia general, los escritores colocaron elementos durante los primeros episodios que hicieron referencia a episodios posteriores de otras temporadas. Por ejemplo, en el episodio de la primera temporada, «The Ghost Network», la División Fringe se encuentra con una sustancia parecida al ámbar y más tarde este es un medio fundamental para combatir la descomposición del universo paralelo y, finalmente, también la del universo principal como se muestra en el episodio de la tercera temporada, «6B». Pinkner llamó a esta característica como «plantar semillas», ya que sabían que ciertos casos serían relevantes para el futuro de la serie.
Asimismo, Jeff Pinkner afirmó que aquella característica fue parte de la «construcción del mundo» de la serie, ya que le dio un «cuerpo» más allá de los casos episódicos. Los productores han declarado que cuando la mitología de la serie fuese introducida totalmente, no uniría todos los episodios de Fringe, pero daría «respuestas para generar una consecuencia».
Hubo ciertos elementos de la mitología de la serie que se establecieron desde el principio. Por ejemplo, el universo paralelo siempre fue parte del concepto original, aunque los aspectos de cuándo y cómo introducirlo cambiaron. La idea de que Peter era de un universo alternativo surgió durante la producción de los primeros episodios de la serie, así que esto originó bromas en el equipo de producción donde Peter era como «la escotilla», ya que esta última resultó ser uno de los primeros misterios de Lost, donde tampoco tenían una idea de cuando introducir aquel misterio. Kevin Reilly, presidente de entretenimiento de Fox, inicialmente estaba preocupado por el tema del universo paralelo, pero a medida que la serie avanzó durante su primera temporada y esta supo encontrar su ritmo, el concepto fue aceptado inmediatamente. Finalmente, se hizo una impactante introducción del universo paralelo en la final de la primera temporada, «There's More Than One of Everything», donde se mostró que las Torres Gemelas de Nueva York aún seguían en pie, un concepto fue ideado por Andrew Kreisberg que quería dejar una imagen potente como escena final. Con respecto a esto, el actor Joshua Jackson afirmó que «no sé que fue mejor: el efecto visual o el cliffhanger».
Otros elementos de la mitología también se concibieron a medida que la serie avanzaba. Los guionistas originalmente habían previsto mostrar pequeños momentos del universo alternativo durante los episodios, pero a medida que comenzaron a escribir la tercera temporada, concibieron la idea de crear episodios completos que dieran lugar en el universo paralelo. Esto hizo necesario desarrollar de buena manera las versiones alternas de los personajes principales, quienes fueron considerados por Pinkner como «un gran patio de recreo sólo para la imaginación». Los actores encontraron aquel concepto emocionante, ya que les permitió interpretar personajes diferentes pero con la misma esencia, lo cual fue un reto creativo. De manera similar, cuando Peter fue borrado de la línea temporal en la final de la tercera temporada, una idea parecida estuvo presente en los actores. Los guionistas sabían que la reescritura de la línea temporal era una idea muy arriesgada, pero sentían que era lo apropiado para Fringe, así que optaron por desarrollar la idea tras considerar todas las consecuencias. Pinkner señaló que esto les dio la oportunidad de «restablecer las relaciones entre los personajes» y de determinar los principales aspectos de la vida sin Peter, que hicieron que «la audiencia se sienta incómoda a veces». En la idea original, el reparto principal no iba a cambiar, pero surgieron rumores antes de comenzar la cuarta temporada.

### Producción
Después de desarrollar los conceptos básicos de la serie, Abrams comenzó a buscar estudios que produjeran la serie. Debido a éxitos anteriores de Abrams, Warner Bros. Television y Fox Television Network se unieron rápidamente al proyecto. Peter Roth, director ejecutivo de Warner Bros. Television, se había esforzado para traer cualquier proyecto de Abrams a su estudio y él oyó sobre Fringe en una cena en agosto de 2007. Asimismo, Kevin Reilly, presidente de entretenimiento de Fox, sabía que era fundamental traer el próximo proyecto de Abrams a su canal, así que trabajó con Roth para que eso sucediera.
Posteriormente, Jeff Pinkner fue contratado para que fuera el principal showrunner y productor ejecutivo de la serie. Abrams señaló que confiaba en Pinkner después de haber trabajado con él en Alias y Lost. Pinkner se interesó en la serie durante una visita al estudio de grabación de Star Trek, en la que Abrams discutía el concepto de Fringe con Orci y Kurtzman, y supo que estos tres últimos no estarían involucrados en la producción directa de la serie. Abrams le lanzó la idea a Pinkner, quien estaba intrigado por la importancia de los personajes en un drama de ciencia ficción. Durante la segunda temporada, J. H. Wyman fue contratado como productor ejecutivo y showrunner junto a Pinkner. Wyman había sido fanático de la ciencia ficción, aunque había preocupación ya que nunca había escrito nada sobre ese género, pero después de conocer el concepto de la serie sintió que su rol como productor ejecutivo fue «un regalo caído del cielo».
Michael Giacchino, colaborador frecuente de Abrams, compuso la música para el piloto de Fringe, antes de entregar sus deberes a sus asistentes Chad Seiter y Chris Tilton; Tilton se hizo cargo de la música desde la segunda temporada en adelante. A pesar de que estos tres últimos aparecen como encargados de la música en los créditos, Abrams fue quien compuso el tema musical de la secuencia de apertura.
El episodio piloto de 80 minutos fue grabado en Toronto, Canadá, con un costo de 10 millones de dólares. Un sótano de una antigua iglesia se utilizó como estudio de grabación para el laboratorio de Walter en el episodio piloto, pero cuando la serie cambió de locación tanto para Nueva York como para Vancouver, se hizo una réplica de aquel lugar en un estudio de televisión. El lugar de grabación del laboratorio fue escogido por Carol Spier, quien había trabajado como diseñador de producción en varias películas de David Cronenberg. John Noble llamó al laboratorio de su personaje «el corazón y el alma de Fringe», por lo tanto aquello «tiene que seguir siendo constante». La vaca utilizada en el episodio piloto tuvo que ser cambiada cuando la producción se mudó hacia Nueva York durante la primera temporada, ya que hay restricciones de mover ganado desde Canadá a Estados Unidos. Otros lugares de grabación usados durante la primera temporada incluyeron diferentes universidades para simular ser el campus de la Universidad de Harvard, donde se encuentra el laboratorio de Walter. Estas fueron el Instituto Pratt y la Universidad de Yale.

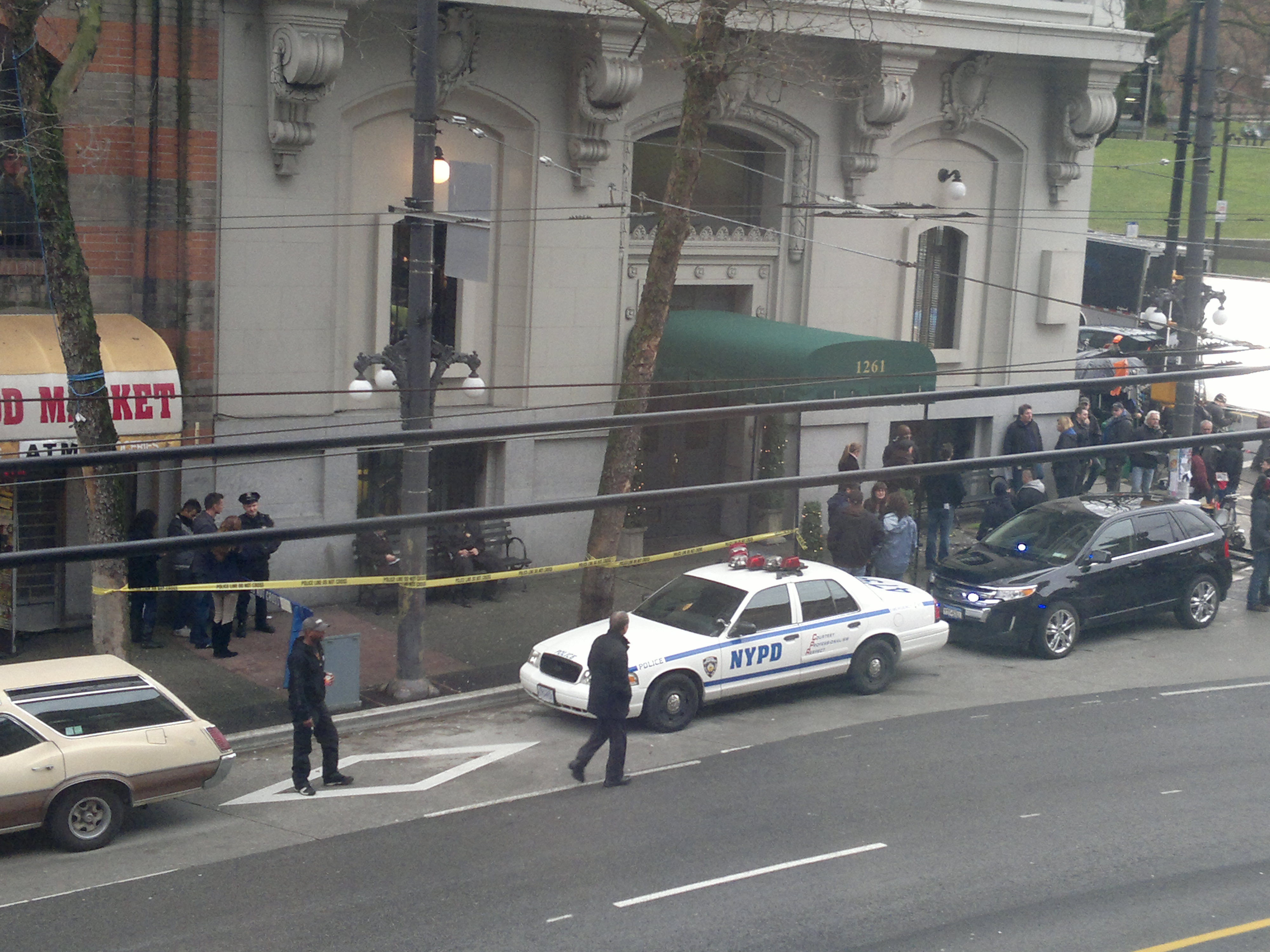
Grabación del episodio «6B» de Fringe en diciembre de 2010 en el Vancouver Film School, ubicado en la intersección de Hastings con Cambie en la ciudad de Vancouver, Canadá, la cual simula ser Nueva York.

El 21 de febrero de 2009, se informó que si Fringe fuese renovada para una segunda temporada la producción de la serie se mudaría de Nueva York a Vancouver, Canadá, con el fin de abaratar costos. El productor ejecutivo Jeff Pinkner explicó:

«Queremos quedarnos en Nueva York, ya que esta ciudad ha sido realmente amable con nosotros. Sentimos que estamos siendo expulsados de la ciudad. Sé que no es así, pero se está haciendo lo imposible por nosotros para permitir hacer la serie... Nuestro equipo de Nueva York es espectacular, hacen de todo para que la serie salga excelente. Pero parece que Nueva York no renovará nuestro crédito tributario, lo que hace algo imposible para nuestro presupuesto seguir en la ciudad. Así que al parecer, por necesidad, vamos a tener que dejar Nueva York».

Una vez trasladada la producción a Vancouver, durante la segunda temporada, la Universidad de Columbia Británica comenzó a simular ser la Universidad de Harvard. Los alrededores de New Westminster sirvieron como lugar de grabación para las historias de Fringe que tenían lugar en el universo paralelo.
Antes del inicio de la producción de la quinta temporada, Pinkner anunció que abandonaría la producción de la serie para dedicarse a otros proyectos; Wyman se mantuvo como único showrunner de la serie durante aquella temporada.

### Casting
Los personajes principales de la serie, Olivia, Peter y Walter, fueron el núcleo del concepto de Fringe. Los creadores reconocieron tempranamente que «contar la historia de un padre e hijo, e historias sobre conexiones, es una idea muy convincente y atractiva», según Kurtzman. Ellos fueron capaces de darle a los personajes una historia de trasfondo que, al igual que los elementos de la trama a largo plazo, podían incluir arcos argumentales durante varios episodios y temporadas.
Los personajes también contrastarían con la típica serie procedimental; en vez de tener los roles claramente definidos desde el principio, los personajes de Fringe tendrían «una memoria emocional y una evolución emocional», de acuerdo con Orci. Esto también permitió, según la ocasión, extraer o introducir figuras de la serie y que estos tuvieran un gran impacto en la vida de otros personajes.
Los primeros actores en ser seleccionados fueron Kirk Acevedo y Mark Valley, quienes interpretarían a los agentes del FBI Charlie Francis y John Scott, respectivamente. John Noble y Lance Reddick, quienes caracterizan al Dr. Walter Bishop y al agente del departamento de Seguridad Nacional, Phillip Broyles, se unieron posteriormente el elenco. Los casting de Anna Torv, Blair Brown y Jasika Nicole, quienes interpretan a Olivia Dunham, la empleada de Massive Dynamic, Nina Sharp, y Astrid Farnsworth, una agente federal y asistente de Olivia, respectivamente, fueron los siguientes; mientras que Joshua Jackson, quien le da vida a Peter Bishop, fue el último actor en unirse al elenco principal. Previamente, Jackson había audicionado para el papel de James Tiberius Kirk en la película de Abrams, Star Trek, y se cree que debido a la impresión que causó en este último fue escogido para su proyecto televisivo, aunque más tarde Abrams aclaró que él recordó su trabajo previo con Jackson en su anterior serie, Felicity. Los actores principales e invitados estaban intrigados por el guion del piloto, e incluso la comparaban con una película de dos horas, todo esto debido a la reputación que tenía Abrams.
El 8 de abril de 2009 se anunció que Leonard Nimoy aparecería en la final de la primera temporada como el excompañero de laboratorio de Walter Bishop, el Dr. William Bell, donde se exploraría la existencia de un universo paralelo ominoso. Esta elección llevó al crítico a preguntarse si la trama de Fringe sería un homenaje al episodio de Star Trek, «Espejo, espejito», el cual explora el concepto de una realidad alternativa llamada «universo espejo», donde se distingue una versión malvada de Spock (Nimoy) que tiene barba. Posteriormente, Nimoy regresó como el Dr. Bell en una trama más extendida y, según Orci, el personaje «es el principio de las respuestas a preguntas aún mayores». Nimoy retomó su papel en la final de la segunda temporada, donde Walter y su personaje se volvieron a reencontrar cara a cara después de varios años. El personaje de Nimoy, aparentemente, murió en la final del segundo ciclo cuando ayudó a Walter, a Peter y a la Olivia alterna a cruzar al universo principal. Como en aquella época el actor se había retirado de la actuación, se consideraba improbable que su personaje volviera. Sin embargo, en febrero de 2011, él anunció que de todas maneras volvería a Fringe para interpretar nuevamente a William Bell. Nimoy regresó para dar voz a su personaje en segmentos animados en el episodio de la tercera temporada, «Lysergic Acid Diethylamide». Además, el personaje apareció en el episodio de la cuarta temporada, «Letters of Transit», siendo generado a través de computadora. En la final de dos partes de la cuarta temporada, Nimoy volvió para interpretar a una versión antagónica de su personaje en una trama que involucra una línea temporal alternativa.

## Medios de difusión

### Lanzamientos en DVD y Blu-ray
La primera temporada de Fringe fue lanzada en DVD y Blu-ray el 8 de septiembre de 2009 en la región 1. Además de los episodios que fueron emitidos, material extra fue incluido en el paquete, como comentarios para tres episodios, escenas eliminadas, errores de grabación y especiales detrás de escenas. El corto «Fringe Pattern Analysis» (Análisis de los patrones de Fringe) está incluido solamente en las versiones en Blu-ray. El paquete fue lanzado el 28 de septiembre de 2009 en la región 2 y el 30 de septiembre de 2009 en la región 4.
La segunda temporada contiene cuatro episodios con comentarios, errores de grabación, escenas eliminadas, detrás de escenas y el episodio «Unearthed», el cual fue producido durante la primera temporada pero que fue emitido fuera de horario durante la segunda temporada. El paquete fue lanzado en DVD y Blu-ray el 14 de septiembre de 2010 en la región 1, el 27 de septiembre de 2010 en la región 2 y el 10 de noviembre de 2010 en la región 4.
La tercera temporada cuenta con dos episodios con comentarios, errores de grabación, vídeos detrás de escenas y dos extras exclusivos para la versión en Blu-ray. La temporada fue lanzada en DVD y Blu-ray el 6 de septiembre de 2011 en la región 1, el 26 de septiembre de 2011 en la región 2 y el 26 de octubre de 2011 en la región 4.
El paquete de la cuarta temporada incluye varios materiales extras, entre ellos «The Culture of Fringe» (La cultura de Fringe), en donde en una mesa de discusión con los guionistas de la serie y con profesores universitarios, se habla de como la ciencia es mostrada en la serie; también hay un extra que trata sobre cómo la desaparición de Peter afecta a la línea de tiempo y el papel que juegan los Observadores; dos extras cubren el cómic de Fringe y los errores de grabación. Fue lanzado en DVD y Blu-ray el 4 de septiembre de 2012 en la región 1, el 24 de septiembre de 2012 en la región 2 y el 31 de octubre de 2012 en la región 4.
La quinta temporada incluirá cortometrajes como «A Farewell to Fringe» (El adiós a Fringe) y «Fringe Panel at Comic-Con 2012» (El panel de Fringe en la Comic Con 2012), además de comentarios para algunos episodios y errores de grabación. Fue lanzado en DVD y Blu-ray el 7 de mayo de 2013 en la región 1 y el 13 de mayo de 2013 en la región 2, además de un paquete que incluía la serie completa.
El 20 de enero de 2022, se estrenó en España las temporadas 1 al 5, en la plataforma de vídeo bajo demanda HBO Max

### Juegos
Un juego de realidad alternativa, centrado en la ficticia corporación Massive Dynamic, fue lanzado tras la emisión del episodio piloto, el cual se enfocó en los «extraños símbolos emparejados con puntos brillantes» que aparecieron durante el episodio. Una publicidad falsa de la corporación fue mostrada, donde en el final apareció la dirección web del juego.

### Historietas y libros
El 27 de agosto de 2008, una precuela en versión comic book, que tiene lugar momentos antes del primer encuentro de Olivia y Walter en el episodio piloto, fue escrito por Zack Whedon. La historieta fue publicada por DC Comics bajo su sello WildStorm. Esta iba a ser la primera publicación mensual de 6 series limitadas, pero las demás publicaciones se atrasaron hasta enero de 2009. La sexta y última edición fue lanzada el 17 de junio de aquel año. El vicepresidente de WildStorm, Hank Kanalz, explicó la demora entre las publicaciones: «los guionistas quieren asegurarse de que el cómic esté relacionado con la mitología de Fringe, así que decidieron reorientar la dirección de la historieta. Desafortunadamente, esto significa que habrá algunos retrasos, pero todo estará de regreso en enero».
El 23 de junio de 2010, el primer número de Tales From the Fringe (Cuentos de Fringe) fue lanzado, el cual funcionó como segunda parte de las seis primeras historietas. El último número de esta versión fue lanzada el 24 de noviembre de 2010.
Además, en septiembre de 2011, DC publicó el primer número de la historieta Beyond the Fringe (Más allá de Fringe). La primera historia, titulada «Peter and the Machine» («Peter y la máquina»), fue escrita por el actor Joshua Jackson. Los números de las historietas se alternaron entre una historia «A» y una historia «B». Por ejemplo, la historia de «Peter and the Machine» tuvo lugar en los números uno, tres y así sucesivamente, pero en los números pares una nueva historia fue contada.
Por otro lado, September's Notebook — The Bishop Paradox (El libro de Septiembre — La paradoja Bishop), una guía enciclopédica escrita por Tara Bennett y Paul Terry, quienes anteriormente escribieron Lost Encyclopedia (La enciclopedia de Lost) para la serie Lost, se anunció para marzo de 2013.

### Posible película
En la Convención de Cómics de San Diego 2012, el actor John Noble mencionó que una película podría realizarse tras el final de la serie.

## Recepción

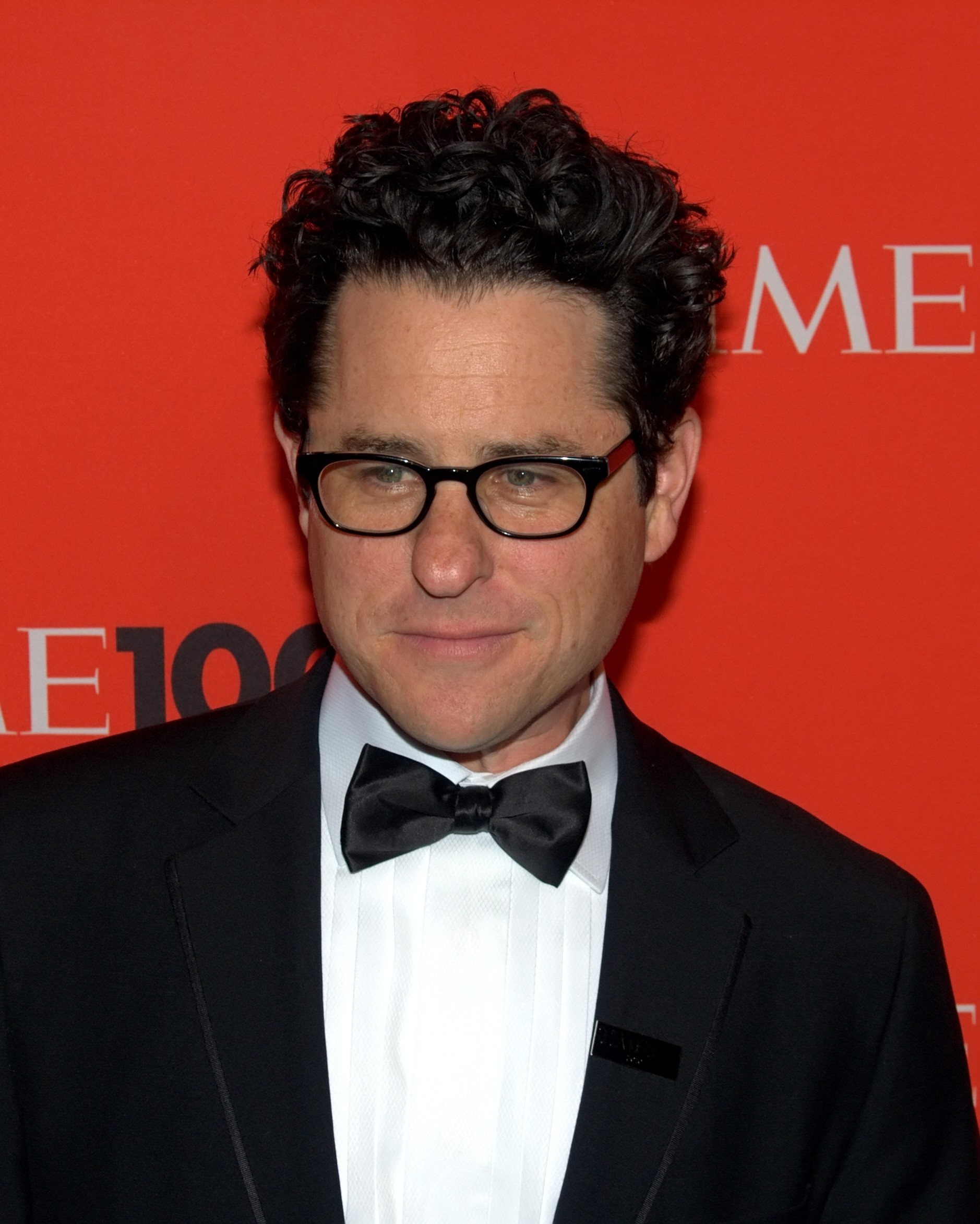
El episodio piloto de Fringe, escrito por J. J. Abrams (en la imagen) junto a Alex Kurtzman y Roberto Orci, fue visto por 9,13 millones de espectadores, cifra discreta ya que meses antes el episodio fue filtrado a través de internet.

Las recepciones iniciales de la serie fueron, en general, tibias. El episodio piloto fue visto por 9,13 millones de espectadores, y obtuvo 3.2/9 de índice de audiencia Nielsen entre los adultos de 18 a 49 años. Las cifras mejoraron bastante para el segundo episodio de la serie, «The Same Old Story», el cual fue visto por 13,27 millones de personas, y se convirtió en el quinto programa más visto de aquella semana. A octubre de 2008, el programa había alcanzado el primer lugar en el grupo demográfico 18-49 años de series nuevas. En su conjunto, la primera temporada fue bien recibida por la crítica.
Barry Garron, de The Hollywood Reporter, dijo que la serie prometía ya que «es una reminiscencia a las batallas entre hombres y entre mujeres». Robert Bianco, de USA Today, afirmó que «lo que Abrams aporta a Fringe es un buen director que capta de forma gustosa el ritmo de la trama, además de pasión por la ciencia ficción y el hecho de mezclar los acontecimientos absurdos con las emociones reales, sin olvidar a los personajes sociables» que Fringe tiene. Travis Fickett, de IGN, le dio un puntaje de 7,6 de 10, donde señaló que la serie «tiene un piloto mediocre que con el tiempo puede llegar a ser una serie muy buena». Mientras que Tim Goodman de San Francisco Chronicle remarcó que la historia es «infinitamente ambiciosa», Misha Davenport de Chicago Sun-Times la llamó «una nueva versión de The X-Files con ingredientes nuevos como el terrorismo y la oficina de Seguridad Nacional».
A la hora de resumir el año 2008, Television Without Pity declaró que Fringe fue una de las grandes decepciones televisivas del año, donde comentó que la serie es divertida y que «el reparto es extraordinario», pero el desarrollo de los personajes es insuficiente. Para ellos, la personaje principal, Olivia Dunham, es «dura y distante, y tras media temporada aún no me hemos llegado a conocerla». La desconfianza de Nina Sharp está bien actuada pero «es un personaje escrito con pereza» y el personaje de Lance Reddick está poco desarrollado.
El Daily Herald comentó que Fringe es prometedora y que «aún está a tiempo de desarrollar una serie que valga la pena», pero que en su mayoría «sólo pierde el tiempo». Aunque, en otros medios que resumieron mejor y lo peor de 2008 como el The New York Times, afirmaron que Fringe «es la mejor erupción de una serie nueva que juega con lo paranormal». El autor alaba al elenco donde dice que «gran parte del mérito lo lleva Anna Torv, que interpreta a una agente del FBI que investiga extraños asesinatos que parecen estar ligados a una corporación multinacional poderosa y misteriosa». Además, «la señorita Torv se apoya hábilmente en John Noble, un científico loco pero brillante en la ciencia fringe, y en el hijo de este, sensato pero escéptico, interpretado por Joshua Jackson».
Los cambios en el enfoque y en la narración de la serie a partir de la segunda temporada y posteriores, llevó a la serie a ser bien recibida por parte de la crítica e incluso se convirtió en la favorita de algunos medios de comunicación. Entertainment Weekly dijo que «la mejor serie del año pasado le tomó un par de semanas convencerme, pero ahora soy adicto a ella». El periódico Los Angeles Times llamó a Walter Bishop uno de los mejores personaje de 2008, quienes señalaron que «el papel de los científiocs hoy en día podría ser, fácilmente, un desastre, pero los escritores de Fringe y el maestro John Noble conspiraron para crear un personaje, por más trillado que esté, que parece un Shakespeare de la ciencia ficción».
Chicago Tribune afirmó que algunos episodios son «dolorosamente predecibles y cuadrados», pero también añadió que algunos han sido excelentes. En 2010, The New York Times colocó a Fringe dentro de la lista de las 10 mejores series, mientras que Television Without Pity, que anteriormente había criticado despectivamente a la serie, la colocó en su lista de las «series más memorables de la televisión», que argumentaron que «hubo momentos tan grandes este año en Fringe», además de «entregar lo mejor de la ciencia ficción a través de la televisión el otoño pasado».
The A.V. Club colocó a Fringe en el puesto número 15 de las mejores series de 2010, donde declaró que el episodio «Peter» de la segunda temporada le dio a «la historia general un núcleo emocional devastador» e hizo que «la serie mezcle ideas raras innovadoras, ambiciones salvajes y emociones inesperadas». IGN le dio a Fringe el lugar número 18 de las mejores series de ciencia ficción de todos los tiempos, en una lista realizada en 2011, que indicó que desde mediados de la primera temporada «ha sido una serie que ha dejado varios momentos asombrosos, además de las excelentes actuaciones de Anna Torv, Joshua Jackson y John Noble».
En 2012, en una lista realizada por Entertainment Weekly, la serie apareció en el puesto #17 de «las mejores 25 series de culto de los últimos 25 años», y afirmaron que «Fringe fue concebida como una simple serie procedimental, pero la mitología de trasfondo» que aparecía poco a poco no «destruyó los episodios de misterios de la semana, aunque hay que reconocer que la mitología superó a los misterios tras la revelación del universo paralelo. En su tercera temporada, Fringe estaba superpoblada por distintas versiones de cada personaje. Desafortunadamente, esa creciente complejidad narrativa disminuyó».

### Audiencias y renovaciones
La siguiente tabla trata sobre las audiencias por cada temporada (basadas en el promedio de televidentes por episodio y la inclusión de las repeticiones) que Fringe ha tenido a través de Fox.
| Temporada | Emisión (ET)                                                 | Episodios | Estreno                  | Estreno                 | Final               | Final                   | Lugar | Audiencia (en millones) |
| Temporada | Emisión (ET)                                                 | Episodios | Fecha                    | Audiencia (en millones) | Fecha               | Audiencia (en millones) | Lugar | Audiencia (en millones) |
| --------- | ------------------------------------------------------------ | --------- | ------------------------ | ----------------------- | ------------------- | ----------------------- | ----- | ----------------------- |
| 1         | Martes, 9:00 P. m.                                           | 20        | 9 de septiembre de 2008  | 9,13                    | 12 de mayo de 2009  | 9,28                    | 41    | 10,02                   |
| 2         | Jueves, 9:00 P. m. Lunes, 9:00 P. m. (solamente episodio 11) | 23        | 17 de septiembre de 2009 | 7,98                    | 20 de mayo de 2010  | 5,68                    | 79    | 6,25                    |
| 3         | Jueves, 9:00 P. m. (2010) Viernes, 9:00 P. m. (2011)         | 22        | 23 de septiembre de 2010 | 5,83                    | 6 de mayo de 2011   | 3,29                    | 99    | 5,83                    |
| 4         | Viernes, 9:00 P. m.                                          | 22        | 23 de septiembre de 2011 | 3,48                    | 11 de mayo de 2012  | 3,11                    | 140   | 4,22                    |
| 5         | Viernes, 9:00 P. m.                                          | 13        | 28 de septiembre de 2012 | 3,12                    | 18 de enero de 2013 | 3,28                    | 111   | 4,27                    |

Fringe fue estrenada durante el segundo semestre de 2008 en su horario regular de los días martes a las 9:00 P. m. Durante su primera temporada, Fringe fue parte de una iniciativa de Fox llamada «Remote-Free TV»: los episodios de la serie eran más largos que los de otros dramas de la cadena. Cuando Fringe era emitida, Fox emitía una cantidad considerablemente menor de anuncios publicitarios, lo que añadía cerca de seis minutos adicionales a la duración total del episodio. Un anuncio era mostrado antes de los comerciales, el cual informaba al espectador de cuanto tiempo, aproximadamente, iba a ser el espacio publicitario. Tres meses antes de su estreno, el episodio piloto fue filtrado a través de BitTorrent, cosa que también le ocurrió a otra serie de Fox, Terminator: The Sarah Connor Chronicles. La serie fue renovada para una segunda temporada el 4 de mayo de 2009, siendo trasladada a los jueves a las 9:00 P. m.
Fringe fue renovada para una tercera temporada el 6 de marzo de 2010. Como parte de reorganizar el primer semestre programático de 2011, la serie fue trasladada a los viernes a las 9:00 P. m. para que así American Idol pudiera abrirse más al mercado. Este horario comúnmente es conocido como «la maldición del viernes por la noche», ya que varios programas anteriores de Fox que fueron cambiados a este día, al poco tiempo terminaron siendo cancelados, y dejaron a los críticos preocupados por el destino de la serie. Mientras que The X-Files fue estrenada los viernes y fue una serie de gran éxito, los críticos no estaban muy seguros de que Fringe pudiera igualarla. En su horario, la serie competía con Supernatural, programa que atraía a tipos similares de espectadores. El presidente de Fox Entertainment, Kevin Reilly, en respuesta a estas preocupaciones, afirmó que el 45% de los televidentes de Fringe ve la serie a través del sistema time shifting, el cual permite grabar el episodio a través de receptores digitales. Asimismo, él no esperaba que las cifras de audiencias cambiaran significativamente con la emisión de los viernes, y añadió que «si el cambio está cerca del día jueves, no será tan drástico y puede llegar a ser una gran victoria para nosotros». Por otra parte, motivado ante la reacción de la crítica sobre la reprogramación, Fox creó un anuncio publicitario autocrítico que reconocía la poca reputación del nuevo horario, donde se incluyeron citas de otros medios preocupados por la medida, pero el anuncio prometía «reanimar» a la serie. El canal también creó un vídeo musical con la canción «Echoes» de la banda Klaxons para resumir la tercera temporada hasta aquella fecha, antes de la primera emisión de los viernes. Joshua Jackson, quien interpreta a Peter Bishop en la serie, advirtió que la audiencia en diferido puede que no sea suficiente para salvar Fringe: «No es que haya poca gente que vea la serie, es que Fringe no está siendo visto cuando sale al aire y eso es clave para el canal».
Los productores Pinkner y Wyman se mostraron entusiasmados por el cambio, ya que tenían todo el horario para ser conquistado y podían transformar el viernes como The X-Files lo hizo en su tiempo. Abrams, cocreador de la serie, fue el menos optimista con el cambio a los viernes por la noche, ya que era consciente de que la probabilidad de ser renovada para una cuarta temporada dependía altamente de la cantidad de espectadores que vieran la serie. Abrams no hizo ninguna afirmación sobre que el traslado a los viernes les permitiría ampliar sus ideas creativas, aunque afirmó que si la serie no era renovada para una temporada más, estarían en apuros al momento de resolver la historia en la final de la tercera temporada.
El primer episodio de la serie durante un viernes a las 9:00 P. m. («The Firefly») obtuvo 1,9 en el grupo demográfico 18–49 años, aumentado en un 12% con respecto a su última emisión durante un jueves (episodio «Marionette»), el cual marcó 1,7. La serie obtuvo resultados similares a la semana siguiente con el episodio «Reciprocity». Aunque la audiencia disminuyó en las semanas posteriores, Fringe fue renovada para una cuarta temporada en marzo de 2011. La renovación fue inesperada, ya que series anteriores con las mismas audiencias fueron canceladas, pero muchos críticos atribuyeron esto a la fuerte base de fanáticos que Fringe ganó, los cuales contribuyeron, en parte, a mejorar las audiencias a través del sistema time shifting. El presidente de Fox Entertainment declaró que:

Fringe realmente ha dado un gran paso en la creatividad y se ha distinguido como una de las series más originales de la televisión. Gracias a los ingeniosos productores, además de un talentoso elenco y equipo de producción, y a los fanáticos más apasionados y leales del planeta, se hizo posible la renovación para una cuarta temporada. Cuando cambiamos la serie a los viernes, le preguntamos a los fanáticos si la verían y así fue. Estamos encantados de hacer otra temporada completa y de mantener a Fringe como parte de la familia de Fox.
Kevin Reilly, presidente de Fox Entertainment

Reilly añadió que la renovación también fue lograda ya que había mucho riesgo a la hora de reemplazar Fringe por otra serie que tendría audiencias desconocidas: «tenemos más posibilidades de que nos vaya bien con una serie que tiene un público que conocemos». Antes del inicio de la cuarta temporada, Reilly reiteró que no esperaba ningún crecimiento significativo de audiencia para aquella temporada: «es una serie bastante compleja. Si Fringe logra hacer lo que hizo el año pasado, vamos a estar muy felices. Ellos tienen la creatividad en su bolsillo nuevamente». Wyman dijo en una entrevista a The Hollywood Reporter que la cadena Fox los había apoyado durante el proceso y, aunque la audiencia de la serie no era exactamente lo que esperaban, aspectos como una base sólida de fanáticos y críticos que alababan la serie fueron suficientes a la hora de la renovación. Pinkner comentó que «no hubo condiciones creativas» durante la renovación de Fringe, ni tampoco recortes en el presupuesto, aunque él no estaba seguro si la serie se movería a otro horario. El actor John Noble, en el panel de la Convención de Cómics de San Diego en 2011, reiteró que los fanáticos fueron los responsables de mantener con vida la serie, y declaró que «en serio, sin su esfuerzo, sin su apoyo rabioso, no estaríamos aquí ahora. Son los mejores fanáticos que puede haber». La cuarta temporada se estrenó el 23 de septiembre de 2011.
Antes de la confirmación de la quinta temporada, Abrams manifestó escepticismo a la hora de la renovación, aunque esperaba, en el caso de una cancelación, que otro canal pudiera seguir con la producción. Por otra parte, Abrams consideró que si Fox renovaba a la serie para un quinto ciclo, aquella temporada sería una gran final para Fringe. Del mismo modo, Reilly, de Fox, se mantuvo cauteloso ante una posible renovación y señaló que, aunque la serie es una de las más importantes del viernes, «es una serie cara. Perdemos un montón de dinero si la hacemos». Reilly volvió a reiterar que la dedicación de los fanáticos es fundamental para Fringe. Cuando se le preguntó si los escritores tendrían un aviso con tiempo para escribir la final de la cuarta temporada como una final de serie, este respondió que era asunto de Peter Roth, director ejecutivo de Warner Bros. Television. Roth respondió que «no tenemos planes de dar un cierre a la serie durante esta temporada, así que se espera que esta continúe». A finales de enero de 2012, Fox y Warner Bros. Television comenzaron a trabajar en una negociación para una quinta temporada que tuviera un menor coste de producción, lo que ayudaría a Fox a reducir sus pérdidas con Fringe, pero a Warner Bros. no le perjudicaría ya que el número total de episodios se elevaría por sobre los 100, lo que le permitiría a esta compañía la redifusión de la serie. Antes de oficializar el quinto ciclo, Wyman y Pinkner afirmaron que habían creado una final de serie para el último episodio de la cuarta temporada en caso de que Fringe fuese cancelada. Wyman afirmó «queremos cuidar a los fanáticos. Queremos que vean a donde se dirigió esta historia, aunque también sabemos que la serie ha sido un compromiso y queremos que todo el mundo esté satisfecha con ella».
La serie fue renovada oficialmente para una quinta y última temporada el 26 de abril de 2012, con el fin de emitirse durante la temporada televisiva 2012–2013, que constó de trece episodios. Fue estrenada el 28 de septiembre de 2012. Reilly, al anunciar la renovación, afirmó que «Fringe es una serie muy creativa que ha dejado el listón muy alto dentro de los dramas más imaginativos de la televisión. Traerla de regreso con trece episodios finales ofrecerá una conclusión merecida a sus fanáticos más apasionados y más leales». El equipo de guionistas elaboró una idea distinta para la última temporada para así poder completar la serie, además de «decir un adiós apropiado con el fin de honrar a la audiencia que nos ha apoyado muy bien», según Roth. Noble la llamó «la temporada de los fanáticos», ya que la historia haría referencias a elementos antiguos de la serie.

### Emisiones internacionales
Fringe fue estrenada en Canadá de manera simultánea con respecto a Estados Unidos a través de CTV y fue el programa más visto aquella semana en Canadá. La emisión de la serie fue alternada entre CTV y CTV Two durante sus dos primeras temporadas. A partir de la tercera temporada, Fringe comenzó a ser emitido a través de City TV.
Una versión de la serie más acotada de tiempo fue estrenada a través de Nine Network en Australia el 17 de septiembre de 2008. En el episodio «In Which We Meet Mr. Jones» de la primera temporada, la escena introductoria, donde los médicos descubren un parásito en el corazón del detective Loeb, fue censurada y fue directo a la secuencia de apertura. Nine Network posteriormente dejó de transmitir la serie en horario prime durante un tiempo, aunque esta regresó de diciembre a enero cuando el período de audiencias no es evaluado. Fringe se estrenó en el Reino Unido a través de Sky 1 el 5 de octubre de 2008.

### Redifusión
Cuando se dio luz verde para una quinta y última temporada de 13 episodios, Fringe obtuvo un total de 100 episodios, un número importante para los acuerdos de redifusión por parte de Warner Bros. y considerada una de las razones de la renovación. La serie se estrenó, gracias a la redifusión, a través de Science Channel el 20 de noviembre de 2012.

### Premios y nominaciones
Fringe, su elenco y su equipo de producción han sido nominados a varios premios, que ganaron varios de ellos, entre los que se incluyen los premios Emmy, los premios Golden Reel, los premios Satellite y los premios WGA.
| Premio                 | Año  | Categoría                                               | Nominado(s) | Episodio                     | Resultado |
| ---------------------- | ---- | ------------------------------------------------------- | --- | ---------------------------- | --------- |
| Premios Primetime Emmy | 2009 | Mejores efectos visuales especiales                     | Kevin Blank, Jay Worth, Andrew Orloff, Johnathan Banta, Steve Graves, Jonathan Spencer Levy, Scott Dewis, Steve Fong y Tom Turnball     | «Pilot»                      | Nominados |
| Premios Primetime Emmy | 2010 | Mejor edición de sonido                                 | Paul Curtis, Rick Norman, Bruce Tanis, Paul Apelgren, Shelley Roden y Rick Partlow                                                      | «White Tulip»                | Nominados |
| Premios Golden Reel    | 2009 | Mejor edición de sonido en diálogos largos              | Bruce Honda, Bob Redpath, Chris Reeves, David M. Cowman, Mitchell C. Gettleman, Tom A. Harris y Virginia Cook McGowan                   | «Pilot»                      | Nominados |
| Premios Golden Reel    | 2009 | Mejor edición de sonido en diálogos cortos              | Tom A. Harris, Christopher Reeves, Gabrielle Reeves y Jay Keiser                                                                        | «Safe»                       | Nominados |
| Premios Golden Reel    | 2009 | Mejor edición de sonido para efectos de larga duración  | Walter Newman, Bob Redpath, Micheal Ferdie, Kenneth Young, Adam Johnston, David Werntz, Ron Salaises, Casey Crabtree y Michael Crabtree | «Pilot»                      | Nominados |
| Premios Golden Reel    | 2010 | Mejor edición de sonido para efectos de corta duración  | Thomas A. Harris, Michael Ferdie, Nick Neutra, Robert Kellough, Joe Schultz, Sanaa Cannella y Cynthia Merrill                           | «Unleashed»                  | Nominados |
| Premios Golden Reel    | 2010 | Mejor edición de música de corta duración               | Paul Apelgren | «Night of Desirable Objects» | Nominado  |
| Premios Golden Reel    | 2011 | Mejor edición de música de corta duración               | Paul Apelgren | «The Box»                    | Nominado  |
| Premios Golden Reel    | 2011 | Mejor edición de sonido en un musical de corta duración | Paul Apelgren | «Brown Betty»                | Nominado  |
| Premios Satellite      | 2008 | Mejor actor de reparto                                  | John Noble |                              | Nominado  |
| Premios Satellite      | 2009 | Mejor actor de reparto                                  | John Noble |                              | Nominado  |
| Premios Saturn         | 2008 | Mejor serie de televisión                               | Fringe |                              | Nominada  |
| Premios Saturn         | 2008 | Mejor actriz en televisión                              | Anna Torv |                              | Nominada  |
| Premios Saturn         | 2009 | Mejor serie de televisión                               | Fringe |                              | Nominada  |
| Premios Saturn         | 2009 | Mejor actriz en televisión                              | Anna Torv |                              | Ganadora  |
| Premios Saturn         | 2009 | Mejor actor de reparto                                  | John Noble |                              | Nominado  |
| Premios Saturn         | 2009 | Mejor invitado en televisión                            | Leonard Nimoy |                              | Ganador   |
| Premios Saturn         | 2010 | Mejor serie de televisión                               | Fringe |                              | Ganadora  |
| Premios Saturn         | 2010 | Mejor actriz en televisión                              | Anna Torv |                              | Ganadora  |
| Premios Saturn         | 2010 | Mejor actor de reparto                                  | John Noble |                              | Ganador   |
| Premios Saturn         | 2010 | Mejor actor de reparto                                  | Lance Reddick |                              | Nominado  |
| Premios Saturn         | 2010 | Mejor invitado en televisión                            | Seth Gabel |                              | Nominado  |
| Premios Saturn         | 2011 | Mejor serie de televisión                               | Fringe |                              | Ganadora  |
| Premios Saturn         | 2011 | Mejor actriz en televisión                              | Anna Torv |                              | Ganadora  |
| Premios Saturn         | 2011 | Mejor actor de reparto                                  | John Noble |                              | Nominado  |
| Premios Saturn         | 2011 | Mejor invitado en televisión                            | Orla Brady |                              | Nominada  |
| Premios WGA            | 2009 | Serie nueva con mejor guion                             | J. J. Abrams, Alex Kurtzman y Roberto Orci                                                                                              | «Pilot»                      | Nominados |